# Goonallica ilonkae
Goonallica ilonkae là một loài bướm đêm trong họ Noctuidae.